# Kolegiata Notre-Dame-de-Grande-Puissance w Lamballe
Kolegiata Notre-Dame-de-Grande-Puissance (pl. dosł. Naszej Pani Wielkiej Mocy) – rzymskokatolicka kolegiata w Lamballe, we francuskim regionie Bretania. 
Świątynię zbudowano w 1202 roku, w 1992 roku kościół wpisano na listę pomników historii.
W okresie wakacyjnym regularnie organizowane jest zwiedzanie z przewodnikiem.

## Architektura
Świątynia gotycka, trójnawowa, zbudowana z kamienia. Zawiera elementy romańskie. Część witraży pochodzi z 1995 roku, zaprojektowali je Geneviève Asse oraz Olivier Debré. Zewnętrzna część nawy bocznej została przyozdobiona licznymi rzygaczami.

## Galeria

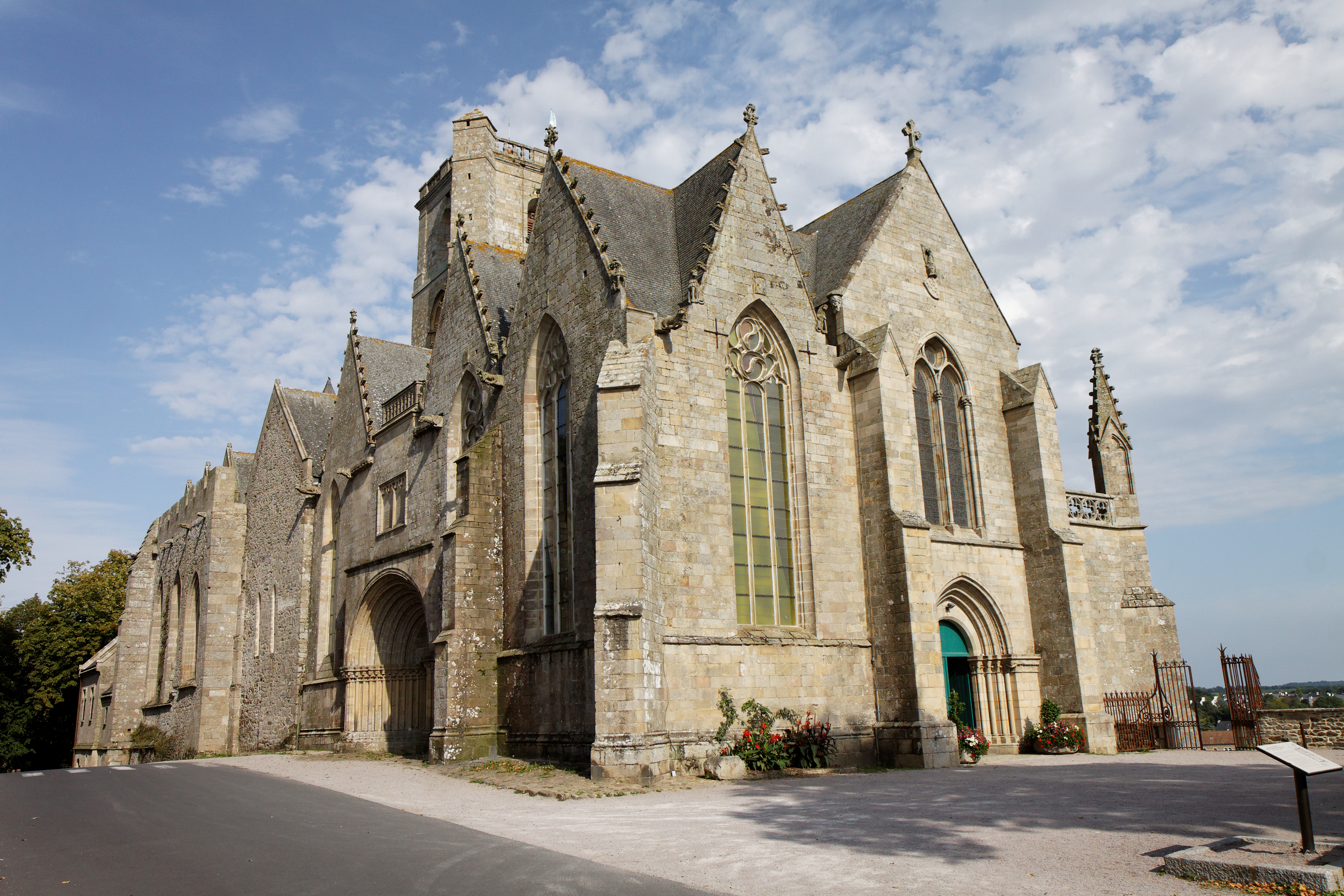
Fasada
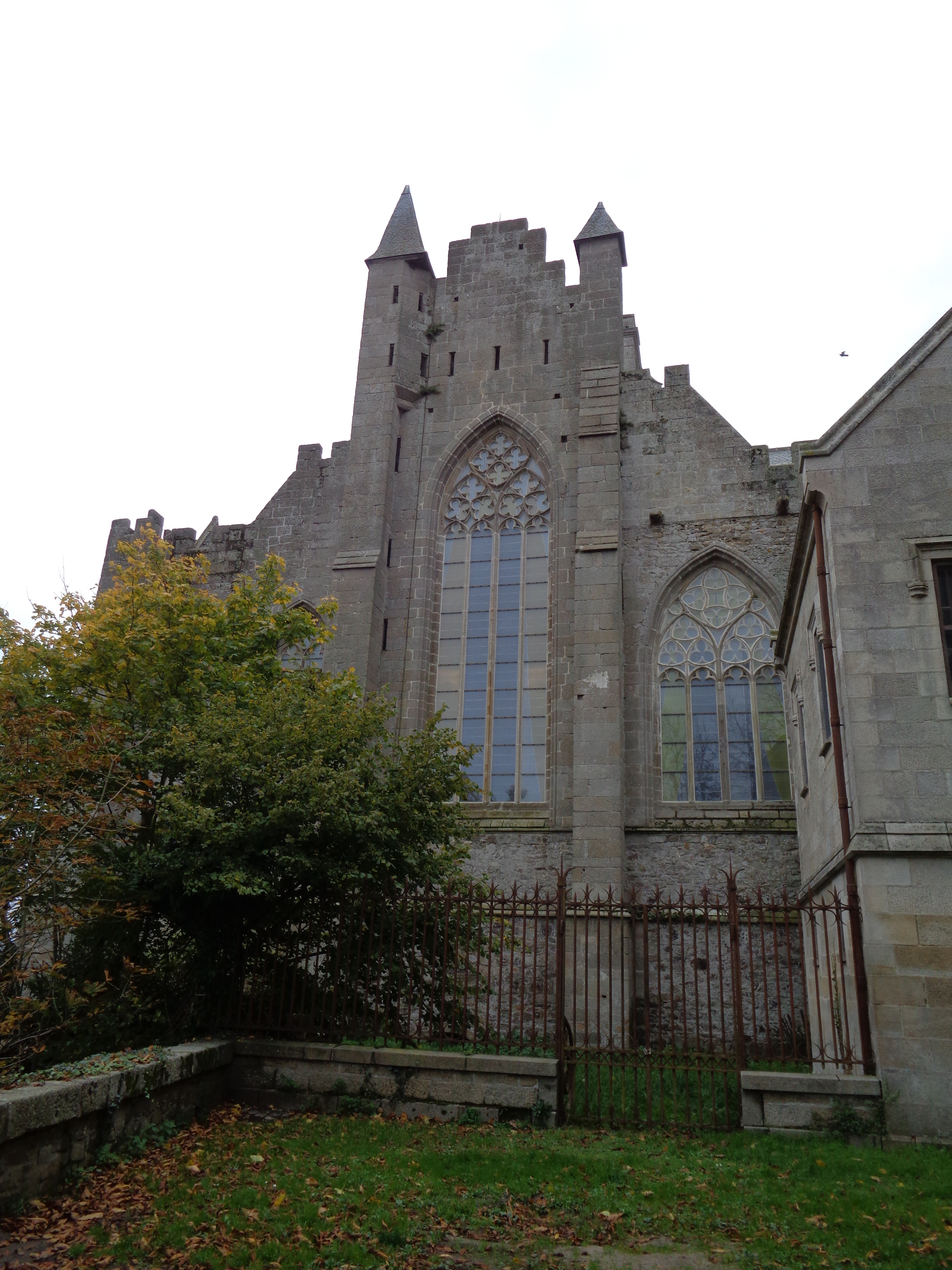
Prezbiterium kościoła
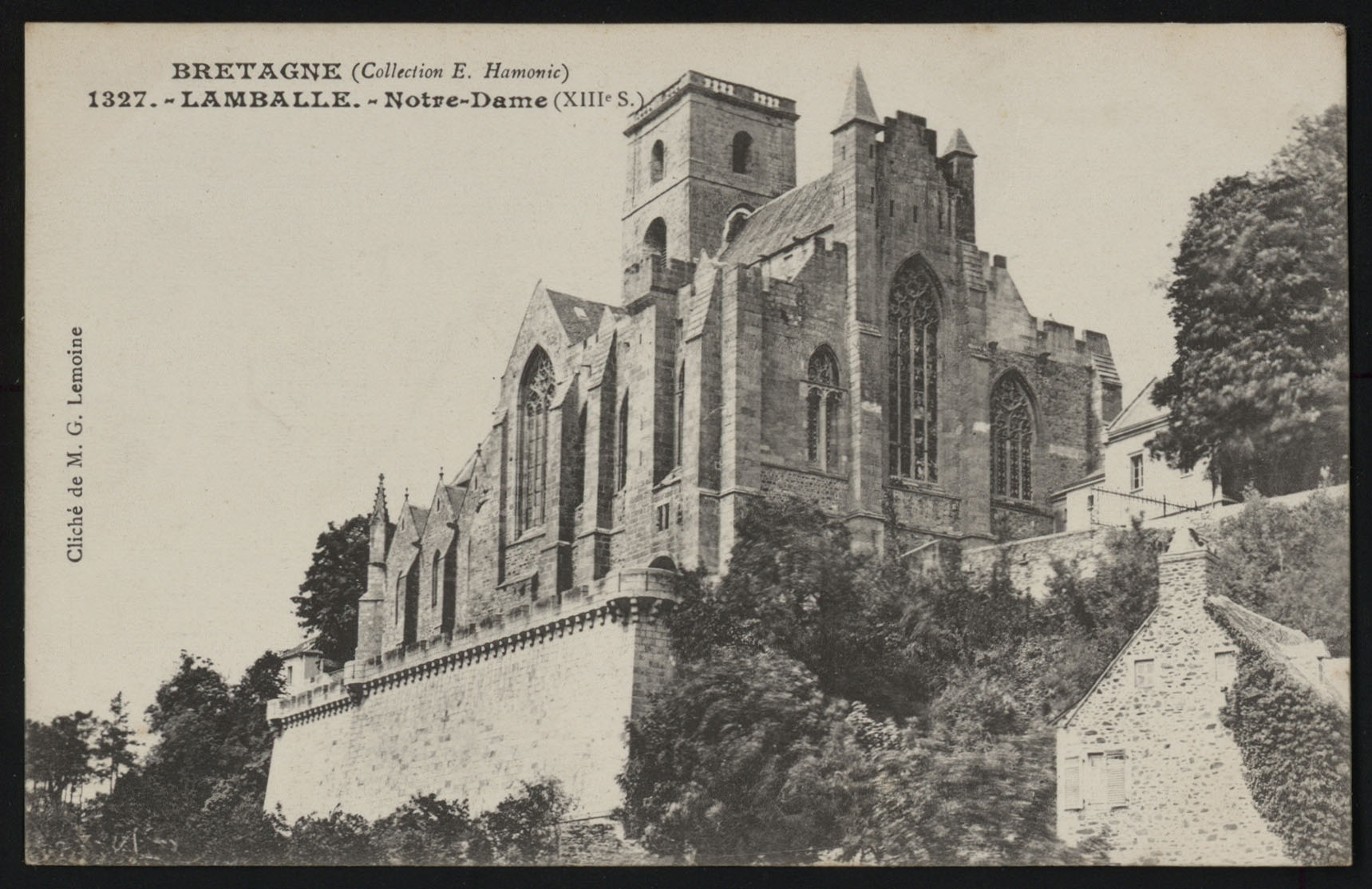
Zdjęcie z 1886 roku
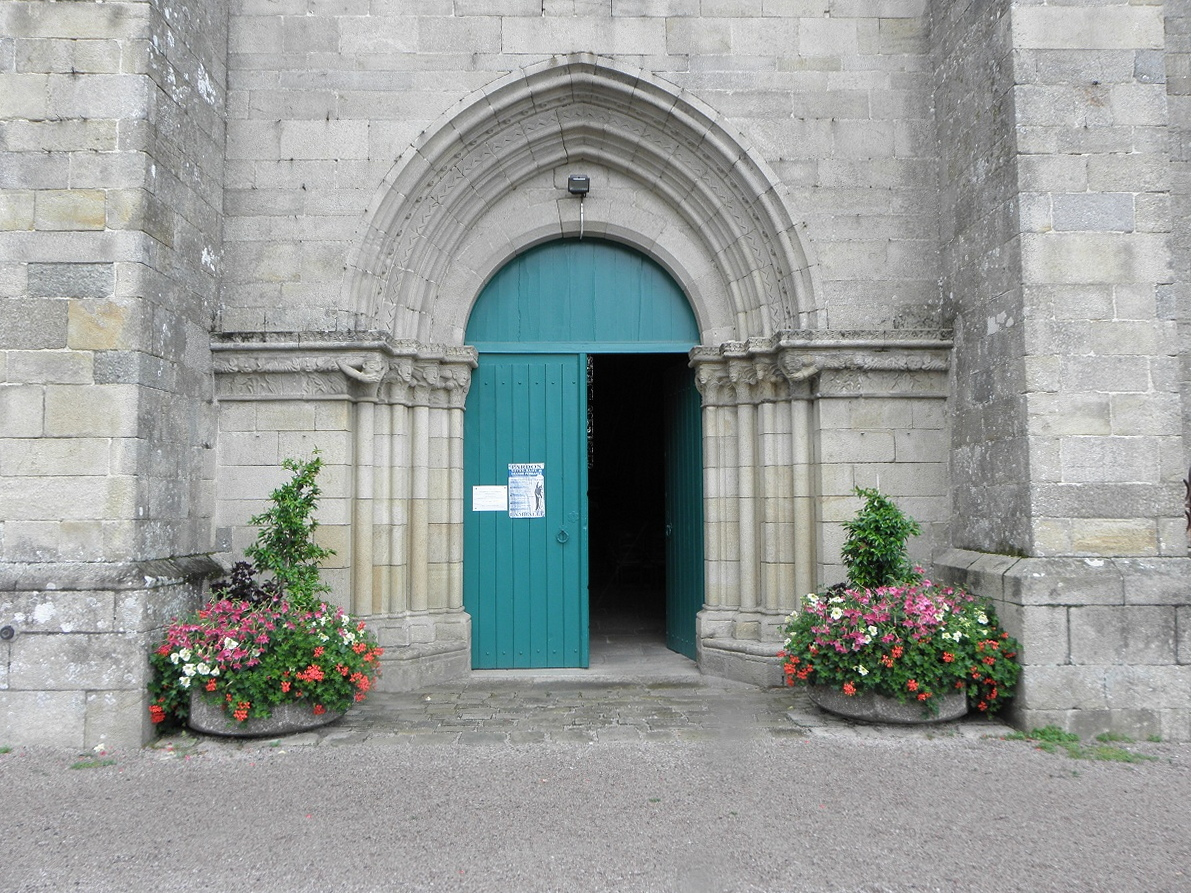
Wejście główne
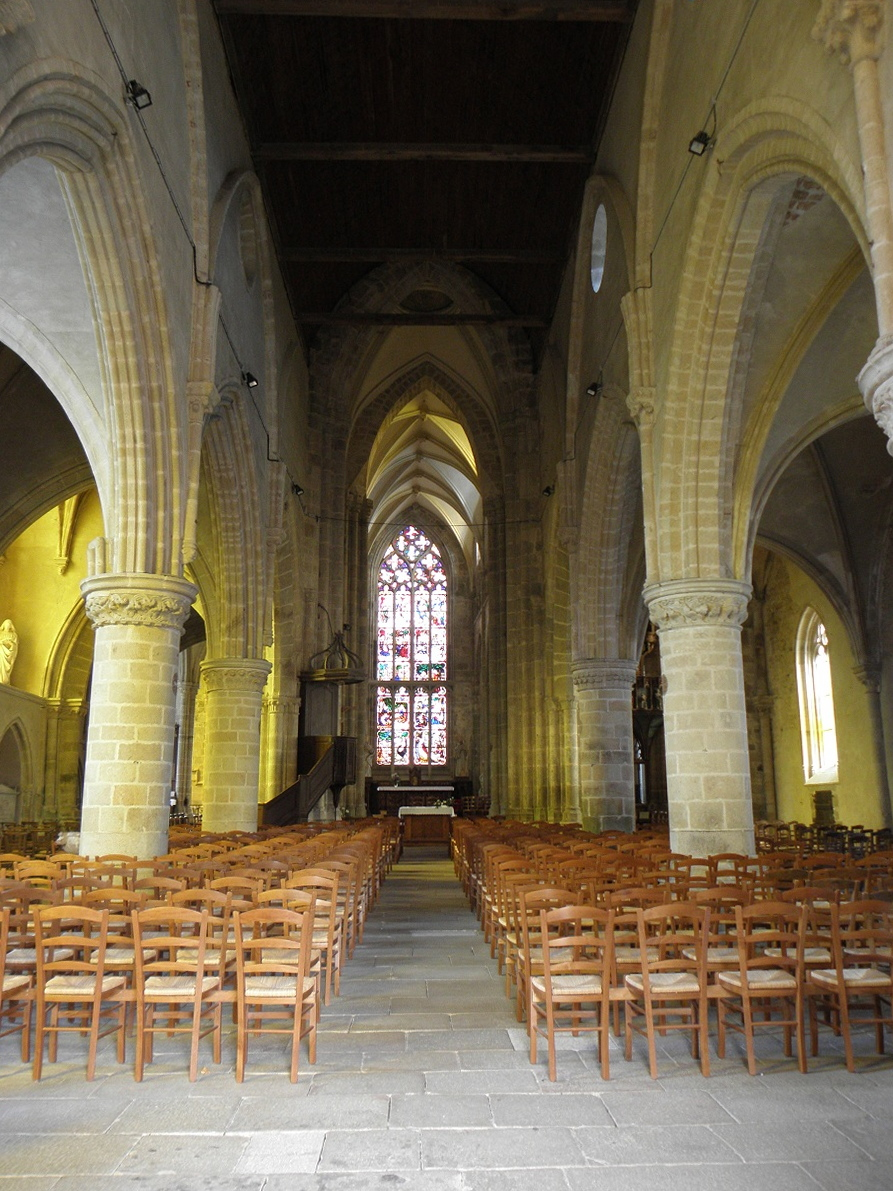
Nawa główna
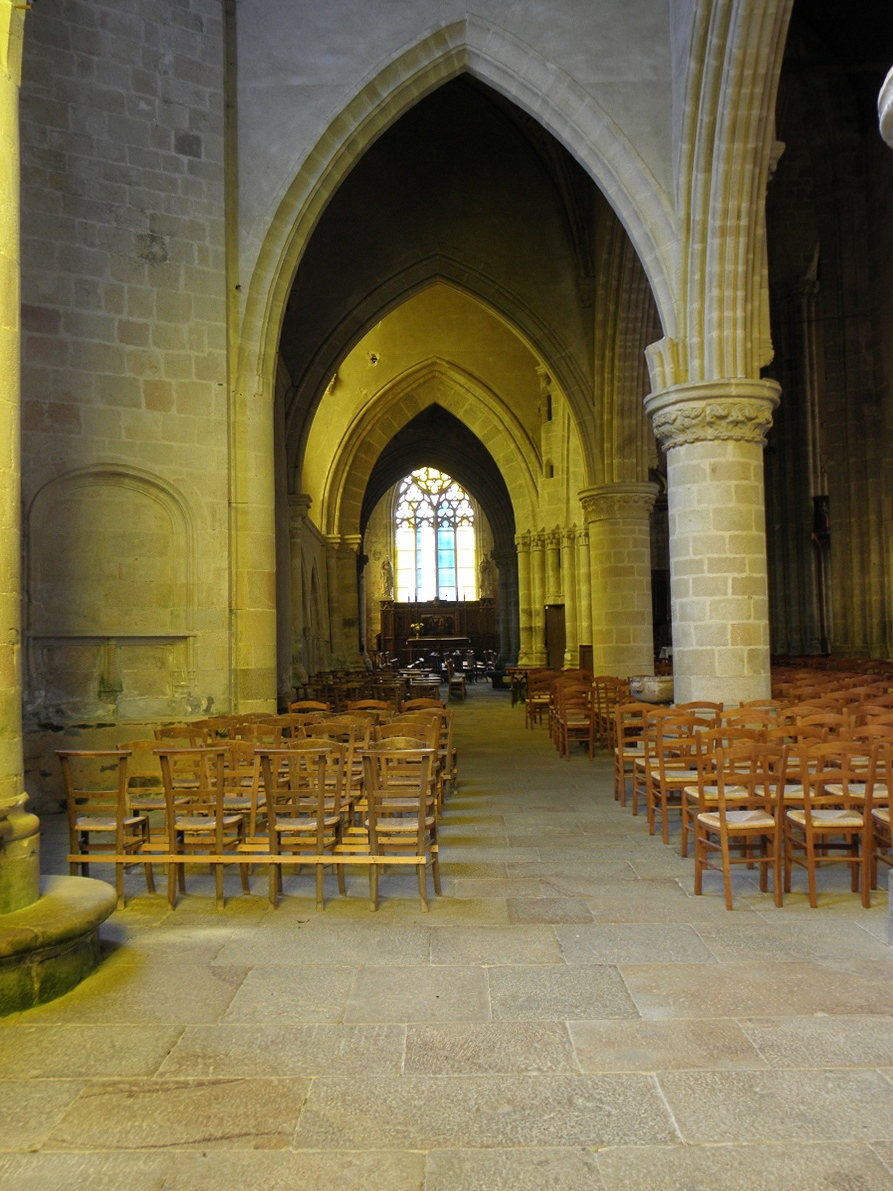
Północno-zachodnia nawa boczna
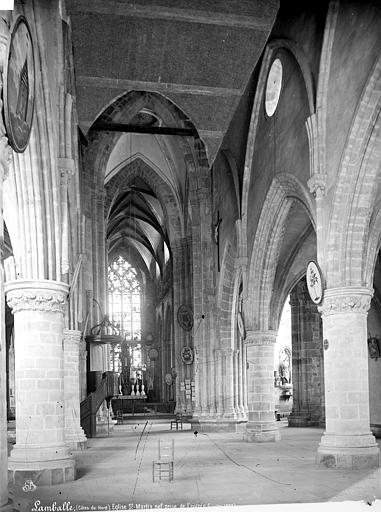
Nawa główna w 1885 roku